# Catogenus thomasi
Catogenus thomasi là một loài bọ cánh cứng trong họ Passandridae. Loài này được Slipinski miêu tả khoa học năm 1989.